# Bernard Barsi
Bernard César Augustin Barsi (Nice, 4 de agosto de 1942  – Nice, 28 de dezembro de 2022) foi um clérigo francês e arcebispo católico romano de Mônaco.

## Biografia
Bernard Barsi foi ordenado sacerdote em 28 de junho de 1969. Depois de trabalhar na pastoral de 1969 a 1991, foi vigário geral em Nice de 1991 a 2000 e também administrador da diocese de 1997 a 1998.
O Papa João Paulo II nomeou-o 12º Bispo e 3º Arcebispo de Mônaco em 16 de maio de 2000. Foi ordenado bispo pelo Bispo de Nice, Jean Bonfils SMA, em 8 de outubro do mesmo ano; Os co-consagradores foram o Arcebispo de Rennes, François Saint-Macary, e seu antecessor Joseph-Marie Sardou TD.
Barsi foi membro da Comissão de Catequese e Catecumenato da Conferência Episcopal Francesa, capelão da Confraria dos Penitentes (Confréries de pénitents) e Grão-Prior da Tenência de Mônaco da Ordem Equestre do Santo Sepulcro de Jerusalém.
Ele liderou o funeral do príncipe Rainier III e em 2011 o casamento do Príncipe Albert II e Charlene Wittstock no pátio do palácio.
O Papa Francisco aceitou a sua demissão por idade em 21 de janeiro de 2020.
Depois de ser internado em um hospital em Nice por parada cardíaca em 24 de dezembro de 2022, ele morreu quatro dias depois, aos 80 anos.